# 堺市立若松台小学校
堺市立若松台小学校（さかいしりつわかまつだいしょうがっこう）は、大阪府堺市南区若松台にある公立小学校。

## 通学区域
- 堺市南区片蔵（一部）、釜室（一部）、若松台（全域）。

卒業生は堺市立若松台中学校に進学する。

## 交通
- 南海泉北線 泉ケ丘駅から南西へ徒歩15分
- 南海泉北線泉ヶ丘駅（南）2番乗り場から南海バス若松台回り、鉢ヶ峯行き、畑行きで約5分、若松台センター下車。